# Acritus gibbipectus
Acritus gibbipectus är en skalbaggsart som beskrevs av Cooman 1932. Acritus gibbipectus ingår i släktet Acritus och familjen stumpbaggar. Inga underarter finns listade i Catalogue of Life.